# 石门水库 (钟祥)
石门水库位于中国湖北省钟祥市东南部大洪山余脉的聊崛山下，距钟祥市区20公里，是以灌溉为主，兼有发电、防洪等功能的大（二）型水库，石门水库是湖北省第一座大型水库。现在是大口国家森林公园的重要组成部分 ，毗邻明显陵、黄仙洞。由于占地面积巨大，其所在地区亦是一个类似乡级单位。
石门水库灌溉区域涉及钟祥市、沙洋县、屈家岭管理区、天门市，设计灌溉面积34.8万亩，是国家大型灌区之一。2006年～2010年投资2127万元对该灌区工程进行续建配套和节水改造。